# 無患子

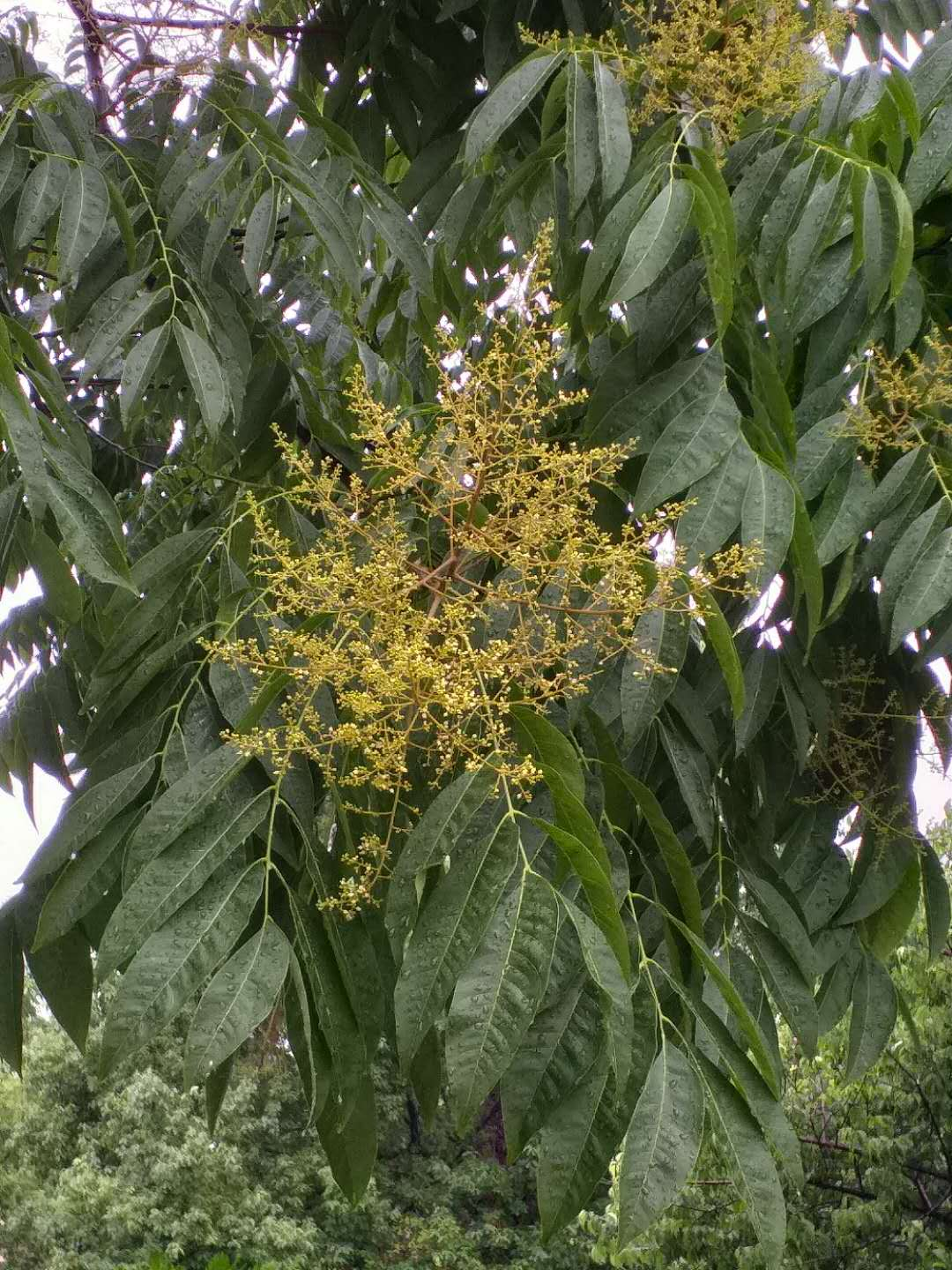
花序與葉序

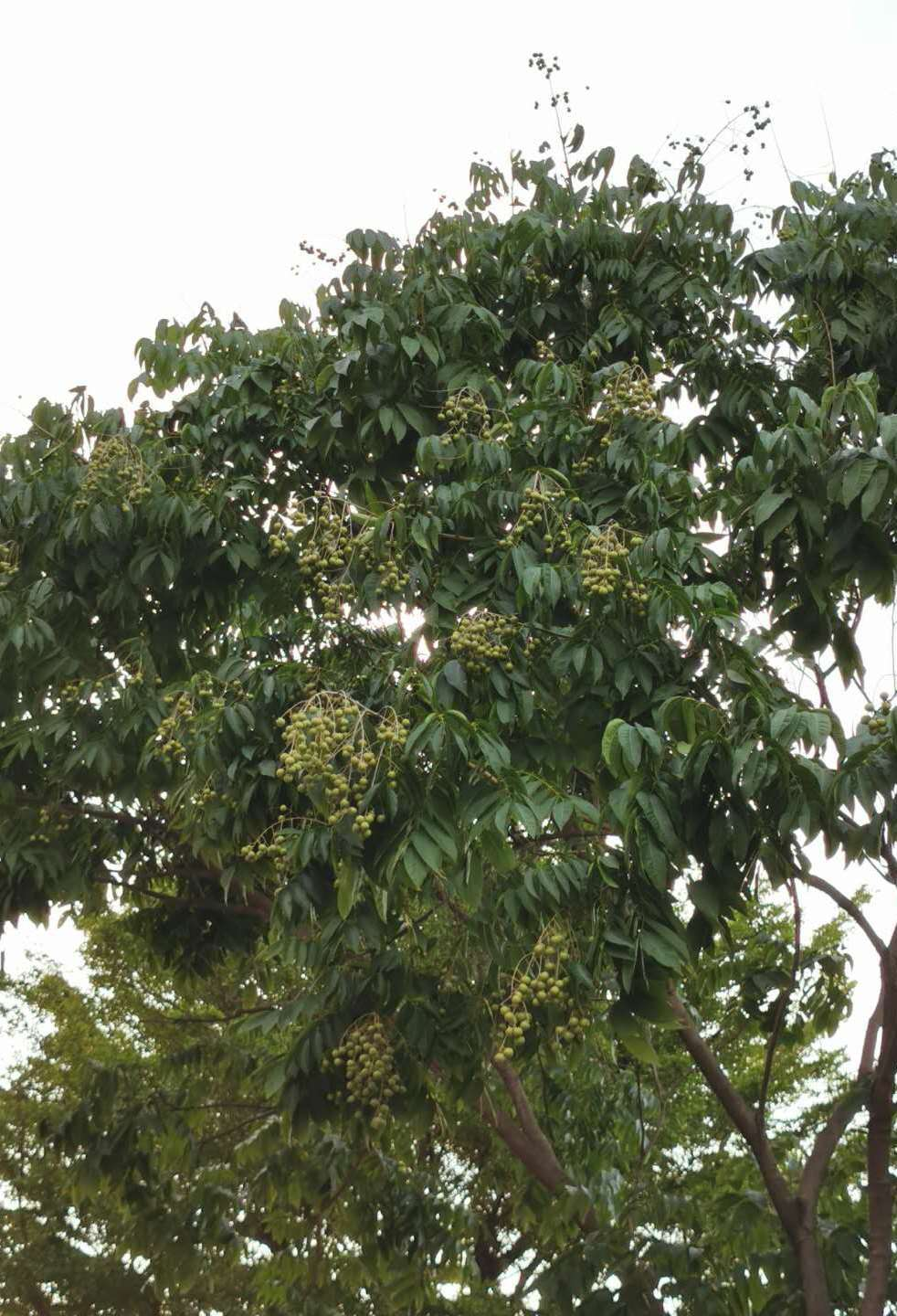
果期

無患子（学名：Sapindus saponaria）属于无患子科无患子属，古時又稱「桓」，又有噤婁、肥珠子、油珠子、鬼見愁等別稱，本草綱目稱为木患子，佛經也稱木槵子、木梙子、木欒子等，香港的舊式藥材舖習慣稱為木眼仔，四川稱油患子，海南島稱苦患樹，台灣又名黃目子（n̂g-ba̍k-tsí），亦被稱為油羅樹、洗手果、肥皂果樹。
無患子與荔枝跟龍眼同屬無患子科。相傳以無患樹的木材製成的木棒可以驅魔殺鬼，因此名為無患；學名Sapindus是saponis indicus的縮寫，意思是「印度的肥皂」，因為它的厚肉質狀果皮含有皂素，只要用水搓揉便會產生泡沫，可用於清洗，是古代的主要清潔劑之一，一直在亞洲各地區用到20世紀初，但工廠清潔劑誕生後，卻因為價格和生產問題乏人問津，加上無患子不是很適合公園植栽的樹種，因口感比不上龍眼(較酸)，可耕地上個體幾乎被砍伐殆盡。。
属名Sapindus源于拉丁语sapo（肥皂）和india（印度）的合成词，指第一次发现于印度，且植株含有皂碱。

## 分佈
印度、中南半島、中國南部、日本、朝鮮半島、美國南部、台灣，佛羅里達礁島群、夏威夷、加勒比海、中美洲、喬治亞州亦有引進種植。

## 特征

### 樹
落葉喬木，無患子的木材也可用於製造家具。

### 花
無患子與一般落葉樹於初春萌芽開花不同。花期為6－8月，黃白色的小花，圓錐花序，生於枝條頂。

### 果實
徑約1.5cm，果實成熟後會由綠色轉為半透明的棕色，並且果皮會皺縮。
|  |  |  |

## 功用

### 洗濯用
果皮含有自然清潔劑，不含人造致癌物，會自然分解，不會污染環境。可用於洗手、洗臉、沐浴、洗髮、亮麗噴髮膠、卸妝、洗水果、洗地板、足浴、洗衣（取10至20粒無患子，放進小網袋，和衣物一起投入洗衣機可重複使用2至3次）。特別適合絲質品的洗濯。

### 藥用
無患子的根和果實能作中藥，味苦微甘，有小毒，但能清熱解毒、化痰止咳。

### 驅鬼用
無患子又稱鬼見愁，相傳以無患樹的木材製成的木棒可以驅魔殺鬼，因此名為「無患」。佛經中有《佛說木槵子經》《佛說校量數珠功德經》《金剛頂瑜伽念珠經》等，云以一百零八顆無患子貫串而成的念珠，有助「滅煩惱障、報障」，誦經時可加倍得福。

## 缺點
有可能會將白色或淺色衣物、白色或淺色塑膠器皿染黃。泡水後保存期不超過三個月。

## 天然化學成份

### 果肉
含無患子皂甙（Sapindoside A、B、C、D、E），其苷元為常青藤皂苷元（hederagenin），並含芸香及大量維生素C、酪氨酸、甘氨酸、丙氨酸、果糖、葡萄糖、戊糖、甲基戊糖、阿拉伯糖及鼠李糖等。

### 種仁
含油量達42.3%，可榨油，含有各種高級脂肪酸，計有：棕櫚酸4.0%、十八酸（硬脂酸）（Stearic）0.2%、二十酸（arachidic）4.4%、順-9-十八烯酸（Oleic）62.8%、順，順-9,12-十八碳二烯酸（linoleic）4.6%、亞麻酸（linolenic）1.6%、順-11-二十碳烯酸（eicosenoic）22.4%等。

## 延伸阅读
[在维基数据编辑]

## 外部連結
- 無患子相片[]
- （简体中文）中国数字植物标本馆中的相关内容：無患子
- 無患子 Wu Huan Zi （页面存档备份，存于） 中藥標本數據庫 (香港浸會大學中醫藥學院) （繁體中文）（英文）